# Атлетика на Летњим олимпијским играма 1928 — бацање диска за жене
Дисциплина бацању диска за жене, била је једна од пет атлетских дисциплина у којима су први пут учествовале и жене на Олимпијским играма 1928.. Такмичење је одржано 31. јула уз учешће 21 атлетичарке из 12 земаља.

## Земље учеснице
| - Аустрија (1) - Белгија (2) - Француска (1) - Немачка (4) | - Холандија (2) - Италија (1) - Летонија (1) - Мађарска (1) | - Пољска (2) - Румунија (1) - САД (4) - Шведска (1) |

## Рекорди пре почетка такмичења
Први светски рекорд у бацању диска за жене признат је од ИААФ (International Association of Athletics Federations – Међународна атлетска федерација), 1936. године, после Летњих олимпијских игара у Берлину. Резултати пре тога су били незванични и звали су се најбољи резултати на свету.
Стање 31. jula 1928.
| Најбољи резултат на свету * | 39,18                          | Халина Конопацка               | Пољска                         | Варшава, Пољска                | 4. септембар 1927.             |
| Олимпијски рекорд           | први пут на олимпијским играма | први пут на олимпијским играма | први пут на олимпијским играма | први пут на олимпијским играма | први пут на олимпијским играма |

- незванично

## Победнице
| Злато:                          | Сребро:                   | Бронза:                      |
| Халина Конопацка 39,62 · Пољска | Лилијан Копланд 37,08 САД | Рут Сведберг 35,92 · Шведска |

## Нови рекорди после завршетка такмичења
| Најбољи резултат на свету * | 39,62 | Халина Конопацка | Пољска | Амстердам, Холандија | 31. јул 1928. |
| Олимпијски рекорд           | 39,62 | Халина Конопацка | Пољска | Амстердам, Холандија | 31. јул 1928. |

- незванично

## Резултати

### Квалификације
У квалификацијама такмичарке су биле подељене у две групе: прва са 12, а друга са 9 учесница. За шест места у финалу пласирале су се такмичарке са најбољим резултатима у обе групе (КВ). Редослед бацања и резултати по серијама у групама нису доступни.
| Пласман | Група | Атлетичарка        | Држава    | Резултат | Напомене |
| ------- | ----- | ------------------ | --------- | -------- | -------- |
| 1       | 1     | Халина Конопацка   | Пољска    | 39,17    | КВ ОР    |
| 2       | 1     | Лилијан Копланд    | САД       | 36,66    | КВ ОР    |
| 3       | 1     | Грета Хоблајн      | Немачка   | 35,56    | КВ ОР    |
| 4       | 2     | Мили Ројтер        | Немачка   | 34,75    | КВ       |
| 5       | 1     | Рут Сведберг       | Шведска   | 34,68    | КВ       |
| 6       | 2     | Лизел Перкаус      | Аустрија  | 33,54    | КВ       |
| 7       | 1     | Мејбел Рајкарт     | САД       | 33,52    |          |
| 8       | 2     | Геновефа Кобјелска | Пољска    | 32,72    |          |
| 9       | 2     | Шарлот Медер       | Немачка   | 32,22    |          |
| 10      | 1     | Лисјен Велу        | Француска | 31,29    |          |
| 11      | 1     | Лена Михелис       | Холандија | 31,04    |          |
| 12      | 1     | Паула Моленхауер   | Немачка   | 30,94    |          |
| 13      | 1     | Пјера Борсани      | Италија   | 30,94    |          |
| 14      | 1     | Елфрида Карлсоне   | Летонија  | 30,60    |          |
| 15      | 2     | Рена Макдоналд     | САД       | 30,25    |          |
| 16      | 2     | Ержебет Руда       | Мађарска  | 29,65    |          |
| 17      | 2     | Бетс Декенс        | Холандија | 29,36    |          |
| 18      | 2     | Берта Јикели       | Румунија  | 28,19    |          |
| 19      | 2     | Маргарет Џенкинс   | САД       | 27,07    |          |
| 20      | 1     | Луси Пети-Дијагр   | Белгија   | 58,75    |          |
| 21      | 1     | Жени Туаган        | Белгија   | 24,40    |          |

## Финале
Финале је одржана истог дана у 14,00 часова.
| Место | Атлетичарка      | Земља    | Резултат кв. | Резултат фин. | Резултат | Белешка |
| ----- | ---------------- | -------- | ------------ | ------------- | -------- | ------- |
|       | Халина Конопацка | Пољска   | 39,17        | 39,62         | 39,62    | НРС *   |
|       | Лилијан Копланд  | САД      | 36,66        | 37,08         | 37,08    |         |
|       | Рут Сведберг     | Шведска  | 34,68        | 35,92         | 35,92    |         |
| 4     | Мили Ројтер      | Немачка  | 34,75        | 35,86         | 35,86    |         |
| 5     | Грета Хоблајн    | Немачка  | 35,56        |               | 35,56    |         |
| 6     | Лизел Перкаус    | Аустрија | 33,54        |               | 33,54    |         |